# Districte de Laon
El Districte de Laon és un dels 5 districtes amb què es divideix el departament francès de l'Aisne, a la regió dels Alts de França. Compta amb 13 districtes i 278 municipis. El cap del districte és la prefectura de Laon.

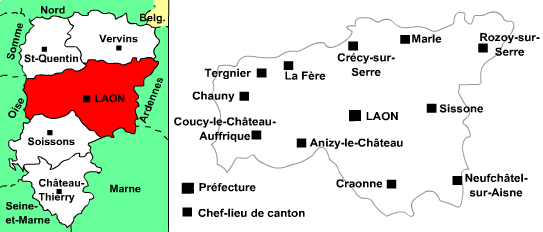
Localització del Districte de Laon

## Cantons
- cantó d'Anizy-le-Château
- cantó de Chauny
- cantó de Coucy-le-Château-Auffrique
- cantó de Craonne
- cantó de Crécy-sur-Serre
- cantó de La Fère
- cantó de Laon-Nord
- cantó de Laon-Sud
- cantó de Marle
- cantó de Neufchâtel-sur-Aisne
- cantó de Rozoy-sur-Serre
- cantó de Sissonne
- cantó de Tergnier

## Història
| Data d'elecció                           | Identitat    | Partit |
| ---------------------------------------- | ------------ | ------ |
| 2009-                                    | Pierre Bayle |        |
| les dades anteriors no són pas conegudes |              |        |
|                                          |              |        |

## Demografia
| A partir de 1990 : Població sense dobles comptes |